# Aurin (Haute-Garonne)
Aurin, okzitanisch Aurinh, ist eine französische Gemeinde mit 340 Einwohnern (Stand: 1. Januar 2022) im Département Haute-Garonne in der Region Okzitanien (zuvor Midi-Pyrénées).

## Geografie
Aurin liegt im Lauragais an der Saune auf einer mittleren Höhe von 216 Metern über dem Meeresspiegel in der Castagniccia, 21 Kilometer südöstlich von Toulouse, der Hauptstadt der Region Midi-Pyrénées. Die Ortschaft ist umgeben von den Nachbargemeinden Maureville, Lanta und Tarabel. Das Gemeindegebiet hat eine Fläche von 7,49 Quadratkilometern.

## Bevölkerungsentwicklung
| Jahr                       | 1962 | 1968 | 1975 | 1982 | 1990 | 1999 | 2006 | 2011 | 2014 | 2019 |
| -------------------------- | ---- | ---- | ---- | ---- | ---- | ---- | ---- | ---- | ---- | ---- |
| Einwohner                  | 178  | 168  | 169  | 177  | 177  | 245  | 245  | 304  | 317  | 335  |
| Quellen: Cassini und INSEE |      |      |      |      |      |      |      |      |      |      |

## Sehenswürdigkeiten
Die Kirche Ste-Apollonie ist typisch für das Lauragais. Die Glocken des relativ kleinen Gebäudes sind in einer Mauer befestigt, die weit höher als der Rest des Gebäudes ist. Die Kirche wurde im 16. Jahrhundert erbaut und im 19. Jahrhundert restauriert. 1950 und 1996 wurden die Wände des Kirchenschiffs und Portalvorbaus mit Szenen aus der Heiligenlegende der Apollonia von Alexandria und aus dem Leben Jesu vor dem Hintergrund von Landschaften aus dem Lauragais bemalt.

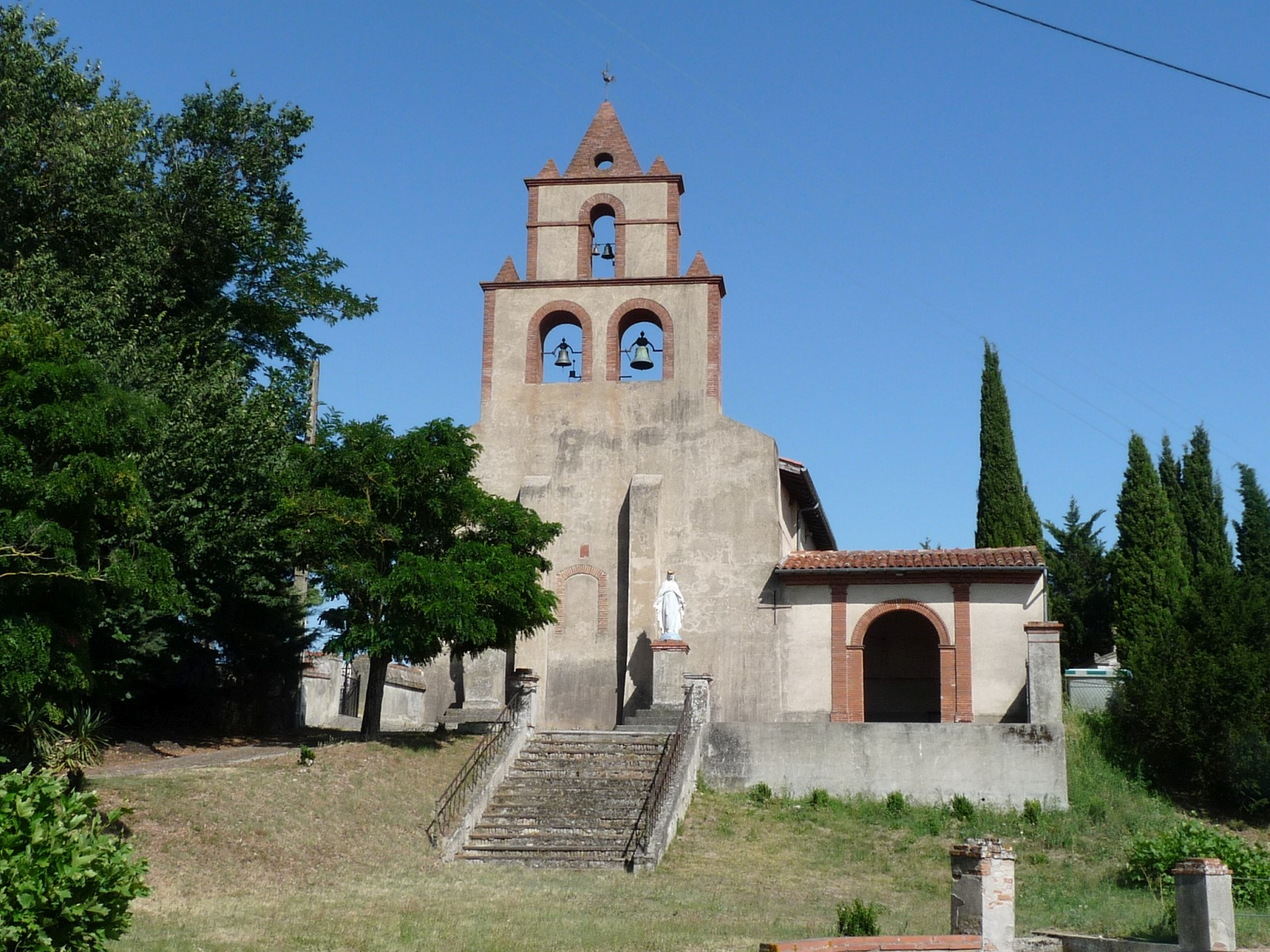
Kirche Sainte-Apollonie
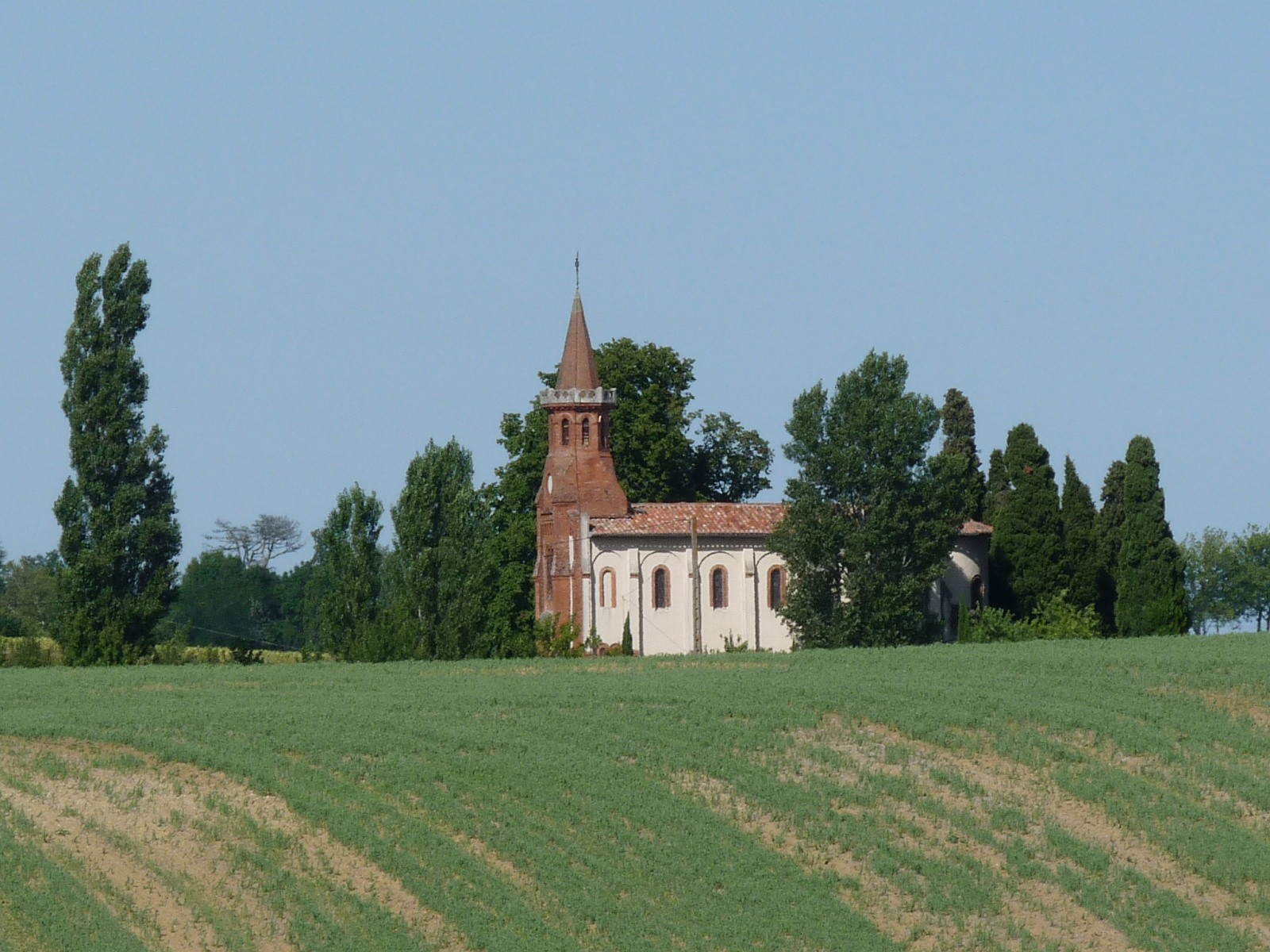
Kirche Saint-André